# Spudaea rufovariegata
Spudaea rufovariegata là một loài bướm đêm trong họ Noctuidae.